# Jadranka Stojaković
Jadranka Stojaković, född 24 juli 1950 i Sarajevo i Jugoslavien, död 3 maj 2016 i Banja Luka i Bosnien och Hercegovina, var en bosnisk sångerska, gitarrist och låtskrivare.
Stojaković deltog i den jugoslaviska uttagningen (Jugovizija) till Eurovision Song Contest; första gången var 1972 då hon framförde bidraget Tik tika taka. Hon återkom till tävlingen 1973 med bidraget Prica o nama (8:e plats), 1974 med Tajna (ej till final) och 1975 med Novi ljudi (ej till final). Hon deltog även i Eurovision Song Contest 1981 då hon tillsammans med Ismeta Dervoz-Krvavac och Neda Ukraden utgjorde bakgrundskören bakom Seid Memić Vajta.
1988–2011 bodde hon i Japan där hon också hade en karriär som artist. Stojaković är också känd för att ha sjungit ledmotivet i Olympiska vinterspelen 1984, som hölls i Sarajevo.

## Diskografi

### Studioalbum
- Jadranka (1976)
- Svitanje (1981)
- Da Odmoriš Malo Dušu (1982)
- Sve Te Više Volim (1985)
- Vjerujem (1987)
- Baby Universe (2008)

### Singlar
- Pajaco / Tik, Tika Taka (1972)
- Putovanja (1973)
- Čekala Sam (1974)
- Muzika Je Svirala / Na Licu Tvom (1974)
- Igra / Rijeka Života (1975)
- Nova Nada / Sve Smo Mogli Mi (1975)
- Gledaš Me Tako Čudno / Na Buri (1976)
- Muzika Je Sve / Protiv Nas Su Svi (1976)
- Ti Si Tu / Predosećanje (1977)
- Ne Idi Tamo / Tesno Doba (1977)
- Tamo Gde Sam Ja / Ponedeljak I Ti (1978)
- Ti I Ja / U Ime Svega (1979)
- O Tom Potom / Obična Tema (1981)